# La Venta (Colombia)
La Venta es una localidad situada entre los departamentos de Huila y el Tolima, Colombia. Cerca de este, se encontró uno de los yacimientos fósiles más ricos del Neógeno en toda América del Sur, proveyendo un fascinante vistazo de como era la vida en la región antes de que se produjera la oleada principal del Gran Intercambio Biótico Americano.

## El yacimiento de fósiles

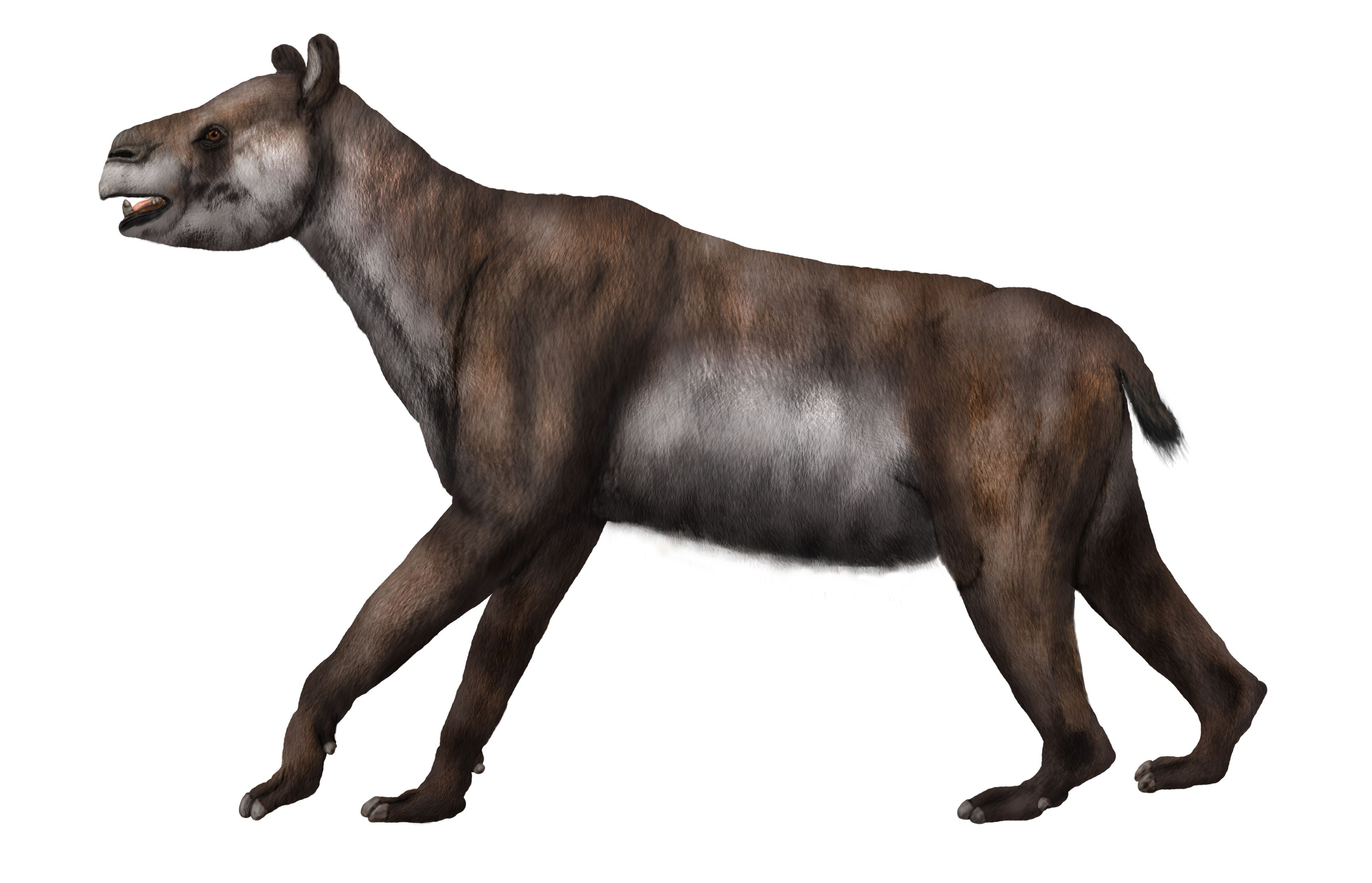
El leontínido Huilatherium pluriplicatum.

Los fósiles se han encontrado en rocas de las formaciones Villavieja y La Victoria, del Mioceno Medio. La llamada fauna de La Venta está compuesta por varias especies extintas pertenecientes a géneros y familias de animales que aún existen hoy, junto a otras de linajes actualmente extintos. Estos animales vivieron hace entre 13,8 y 12 millones de años, durante el Laventense, una edad de mamíferos de Suramérica, que fue así denominada por la importancia paleontológica de La Venta. En su época, el clima de la región era más húmedo que hoy y estaba poblado por bosques de árboles similares a (y probablemente relacionados con) los sapinos (Goupia glabra) de la actualidad, tales como Goupioxylon stutzeri (Schonfeld, 1947).
Los fósiles de animales encontrados en La Venta han permitido identificar a los siguientes taxones:
- Peces de agua dulce, incluyendo restos de peces de las familias Anostomidae, Osteoglossidae (arapaimas), Characidae, Pimelodidae, Callichthyidae, Ariidae, Doradidae, Loricariidae, Cichlidae y las rayas Potamotrygonidae.
- Un fósil de un anfibio anuro fue clasificado como perteneciente a la especie actual Bufo marinus (sapo marino).[4]
- Tortugas tales como Podocnemis pritchardi, Podocnemis medemi (parientes de la actual charapa) y Chelus colombiana de agua dulce y la especie terrestre Geochelone hesterna.
- Serpientes anílidas (Colombophis) y la anaconda primitiva Eunectes stirtoni.
- Un lagarto, Paradracaena colombiana.
- Varios tipos de crocodilomorfos: entre ellos cabe destacar el que quizás sea el primer registro del moderno caimán de hocico ancho, o la especie prehistórica Caiman lutescens. También se incluyen una especie del caimán gigante Purussaurus, P. neivensis, el extraño caimán Mourasuchus atopus, la poco conocida especie Balanerodus logimus, el gavial Gryposuchus colombianus, el cocodrilo tomistomino Charactosuchus fieldsi y el sebécido terrestre Langstonia huilensis.
- Varios tipos de aves, destacando el cuculiforme Hoazinoides magdalenae, el jacamar Galbula hylochoreutes y el carrao Aramus paludigrus y una especie no nombrada de Anhinga.
- Armadillos prehistóricos, como Anadasypus hondanus, Nanoastegotherium prostatum y Pedrolypeutes praecursor. También había un pampatérido, Scirrotherium.
- Varios fósiles de gliptodóntidos, entre ellos las especies Boreostemma gigantea y B. acostae (antes incluidas en el género Asterostemma), así como Neoglyptatelus.
- Un oso hormiguero, Neotamandua borealis.
- Perezosos terrestres, como Pseudoprepotherium, Brievabradys, Neonematherium y Huilabradys.
- Un manatí prehistórico, Potamosiren.
- Varios tipos de monos del Nuevo Mundo (platirrinos), como Cebupithecia sarmientoi, Stirtonia victoriae y S. tatacoensis, Aotus dindensis,[5] Nuciruptor rubricae,[6] Mohanamico, Lagonimico, Patasola y Neosaimiri.
- * Varios murciélagos (Chiroptera), entre ellos las especies vivientes Noctilio albiventris y Thyroptera lavali, junto a otras extintas como Potamops mascahehenes, Notonycteris magdalenensis, Notonycteris sucharadeus, Palynephyllum antimaster y Molossus colombiensis.[7]
- Roedores como Scleromys shurmanni, Scleromys colombianus, Olenopsis aequatorialis y Neoreomys huilensis.
- Varias especies de ungulados suramericanos nativos (meridiungulados): entre ellos grandes herbívoros como Granastrapotherium snorki, Xenastrapotherium kraglievichi, Hilarcotherium castanedaii[8] (Astrapotheria), Huilatherium pluriplicatum y Pericotoxodon platygnathus (Toxodonta), y especies pequeñas a medianas como Miocochilius anomopodus (Typotheria), Megadolodus, Prolicaphrium, Villarroelia y Theosodon (Litopterna).
- Marsupiales tales como las zarigüeyas Thylamys minutus, T. colombianus y Micoureus laventicus, los Paucituberculata Pitheculites chenche, Hondathentes y Palaeothentes y los monitos de monte Pachybiotherium minor.
- Varios tipos de metaterios carnívoros pertenecientes al orden Sparassodonta, como Hondadelphys, Anachlysictis gracilis, con dientes de sable (familia Thylacosmilidae), Lycopsis longirostris, miembro mediano de la familia Prothylacinidae junto a su pariente mayor Dukecynus magnus.